# Zhongxin, Lianping
Zhongxin är en köping i sydöstra Kina. Den ligger i Lianping härad i staden Heyuan i provinsen Guangdong, omkring 190 kilometer nordost om provinshuvudstaden Guangzhou. Antalet invånare är 57 774. Befolkningen består av 28 705 kvinnor och 29 069 män. Barn under 15 år utgör 20,0 %, vuxna 15-64 år 70 %, och äldre över 65 år 8,0 %.